# ژمنگتسه ماوه
ژمنگتسه ماوه (به لهستانی:  Zimnice Małe) یک روستا در لهستان است که در گمینا پروشکوو واقع شده‌است.